# ヘンリー・サマセット (初代ボーフォート公)
初代ボーフォート公爵ヘンリー・サマセット（Henry Somerset, 1st Duke of Beaufort, KG, PC, 1629年 - 1700年1月21日）は、17世紀イングランドの貴族、政治家。ボーフォート家の庶流サマセット家の出身。第2代ウスター侯爵エドワード・サマセットとエリザベス・ドーマー夫妻の息子。

## 生涯
1644年から1667年4月3日までハーバート卿を称し、1667年に父の後を継ぎ第3代ウスター侯爵として貴族院議員となった。
清教徒革命（イングランド内戦）の頃から熱烈なステュアート朝支持者の王党派で、1644年に父とチャールズ1世の間でハーバート卿とチャールズ1世の娘エリザベスを結婚させる約束が交わされた時もあった。しかし1649年にチャールズ1世が処刑、イングランド共和国が成立すると苦難の時期を迎えたが、1660年の王政復古を支持、庶民院議員の1人としてチャールズ2世を迎え入れた。以後もステュアート朝を支持してトーリー党の中心人物となり、1682年にはチャールズ2世によってに初代ボーフォート公爵に叙せられた。
チャールズ2世の弟ジェームズ2世にも忠誠を尽くし、1685年にチャールズ2世の庶子モンマス公爵ジェイムズ・スコットが反乱を起こすとブリストルを押さえ、モンマス公の進路を妨害した。1688年の名誉革命でもジェームズ2世支持を崩さず新国王ウィリアム3世に反対、有力貴族達が間に立ってウィリアム3世と和解したが、その時も使用人達には祝宴でウィリアム3世に忠誠を誓わせないなど、徹底的に反ウィリアム3世の姿勢を変えなかった。1700年に死去、孫のヘンリー・サマセットが第2代ボーフォート公となった。

## 家族
1657年8月17日にメアリー・カペルと結婚した。彼女は初代カペル・オブ・ハダム男爵アーサー・カペルの娘、初代エセックス伯アーサー・カペルの姉妹、ビーチャム卿ヘンリー・シーモアの未亡人である。2人は5男4女をもうけた。息子のうち3人は次のとおりである。
- ヘンリー（夭折）
- チャールズ（英語版）（1660年12月 - 1698年7月13日） - ウスター侯爵
- アーサー（1661年頃 - ?）

娘のうち3人は次のとおりである
- メアリー - 第2代オーモンド公爵ジェームズ・バトラーに2番目の妻として結婚し、1男2女の母となった。
- ヘンリエッタ - 2度結婚した。1人目はイブラカン卿ヘンリー・ホレイショ・オブライエンで、第8代トモンド伯爵となる息子1人と3人の娘を儲けた。次いで第6代サフォーク伯ヘンリー・ハワードと再婚した。
- アン（1673年 - 1763年） - 第2代コヴェントリー伯爵トーマス・コベントリーと結婚し、息子1人を儲けた。
- 4番目の娘は名称不明、若くして亡くなったらしい。

チャールズがボーフォート公を継ぐ前に死んだため、孫でチャールズの息子ヘンリーが第2代ボーフォート公となった。